# Mistrzostwa Świata w Piłce Nożnej Plażowej 2024
Mistrzostwa Świata w Piłce Nożnej Plażowej 2024 – dwunasty oficjalny turniej mistrzostw świata w piłce nożnej plażowej. Po raz drugi wydarzenie to rozgrywane było w Zjednoczonych Emiratach Arabskich. Był to jednocześnie drugi turniej rozegrany w Azji. Rozpoczął się 15 lutego, a zakończył 25 lutego 2024 roku.
Turniej początkowo miał się odbyć w 2023 roku, ale przeniesiono datę rozegrania turnieju na 2024 rok.

## Zakwalifikowane zespoły
Do finałowego turnieju zakwalifikowało się 16 drużyn. Oprócz Zjednoczonych Emiratów Arabskich, które miały zapewniony start jako gospodarz, 15 innych zespołów uzyskało kwalifikację poprzez sześć oddzielnych turniejów kontynentalnych.
| Konfederacja                                    | Turniej kwalifikacyjny                                                          | Reprezentacja                | Ostatni występ w MŚ | Najlepszy wynik w MŚ                                    | Wynik        |
| ----------------------------------------------- | ------------------------------------------------------------------------------- | ---------------------------- | ------------------- | ------------------------------------------------------- | ------------ |
| AFC(Azja)                                       | gospodarz                                                                       | Zjednoczone Emiraty Arabskie | 2021                | Faza Grupowa (2007, 2008, 2009, 2013, 2017, 2019, 2021) | Ćwierćfinał  |
| AFC(Azja)                                       | Mistrzostwa Azji w piłce nożnej plażowej 2023                                   | Iran                         | 2017                | III miejsce (2017)                                      | III miejsce  |
| AFC(Azja)                                       | Mistrzostwa Azji w piłce nożnej plażowej 2023                                   | Japonia                      | 2021                | II miejsce (2021)                                       | Ćwierćfinał  |
| AFC(Azja)                                       | Mistrzostwa Azji w piłce nożnej plażowej 2023                                   | Oman                         | 2021                | Faza Grupowa (2011, 2015, 2019, 2021)                   | Faza Grupowa |
| CAF(Afryka)                                     | Turniej kwalifikacyjny do mistrzostw świata w piłce nożnej plażowej 2023 (CAF)  | Egipt                        | debiutant           | debiutant                                               | Faza Grupowa |
| CAF(Afryka)                                     | Turniej kwalifikacyjny do mistrzostw świata w piłce nożnej plażowej 2023 (CAF)  | Senegal                      | 2021                | IV miejsce (2021)                                       | Faza Grupowa |
| CONCACAF(Ameryka Centralna, Północna i Karaiby) | Mistrzostwa Ameryki Północnej w piłce nożnej plażowej 2023                      | Meksyk                       | 2019                | II miejsce (2007)                                       | Faza Grupowa |
| CONCACAF(Ameryka Centralna, Północna i Karaiby) | Mistrzostwa Ameryki Północnej w piłce nożnej plażowej 2023                      | Stany Zjednoczone            | 2021                | Faza Grupowa (2005, 2006, 2007, 2013, 2019, 2021)       | Faza Grupowa |
| CONMEBOL(America Południowa)                    | Mistrzostwa Ameryki Południowej w piłce nożnej plażowej 2023                    | Argentyna                    | 2015                | Ćwierćfinał (2005, 2006, 2008, 2013)                    | Faza Grupowa |
| CONMEBOL(America Południowa)                    | Mistrzostwa Ameryki Południowej w piłce nożnej plażowej 2023                    | Brazylia                     | 2021                | Mistrzostwo (2006, 2007, 2008, 2009, 2017)              | Mistrz       |
| CONMEBOL(America Południowa)                    | Mistrzostwa Ameryki Południowej w piłce nożnej plażowej 2023                    | Kolumbia                     | debiutant           | debiutant                                               | Faza Grupowa |
| OFC(Oceania)                                    | Mistrzostwa Oceanii piłce nożnej plażowej 2023                                  | Tahiti                       | 2021                | II miejsce (2015, 2017)                                 | Ćwierćfinał  |
| UEFA(Europa)                                    | Turniej kwalifikacyjny do mistrzostw świata w piłce nożnej plażowej 2023 (UEFA) | Białoruś                     | 2021                | Faza Grupowa (2019, 2021)                               | IV miejsce   |
| UEFA(Europa)                                    | Turniej kwalifikacyjny do mistrzostw świata w piłce nożnej plażowej 2023 (UEFA) | Hiszpania                    | 2021                | II miejsce (2015)                                       | Faza Grupowa |
| UEFA(Europa)                                    | Turniej kwalifikacyjny do mistrzostw świata w piłce nożnej plażowej 2023 (UEFA) | Włochy                       | 2019                | II miejsce (2008, 2019)                                 | II miejsce   |
| UEFA(Europa)                                    | Turniej kwalifikacyjny do mistrzostw świata w piłce nożnej plażowej 2023 (UEFA) | Portugalia                   | 2021                | Mistrzostwo (2015, 2019)                                | Ćwierćfinał  |

## Miasta i stadiony
Jeden stadion w jednym mieście jest gospodarzem turnieju.
| Dubaj                         | Dubaj |
| ----------------------------- | ----- |
| Dubai Design District Stadium | Dubaj |
| Pojemność: 3 900              | Dubaj |
|                               | Dubaj |

## Losowanie
Losowanie grup turnieju finałowego odbyło się 6 października 2023 w Bibliotece Mohammeda bin Rashida w Dubaju w Zjednoczonych Emiratach Arabskich. 16 drużyn podzielono na 4 koszyki. Reprezentacje rozlosowano do czterech grup po cztery drużyny.
| Koszyk 1                                                     | Koszyk 2                       | Koszyk 3                                  | Koszyk 4                        |
| ------------------------------------------------------------ | ------------------------------ | ----------------------------------------- | ------------------------------- |
| Zjednoczone Emiraty Arabskie (gr. A) Brazylia Tahiti Japonia | Włochy Senegal Portugalia Iran | Hiszpania Oman Stany Zjednoczone Białoruś | Argentyna Meksyk Kolumbia Egipt |

## Faza grupowa
Legenda
|  | Awans do fazy pucharowej. |
|  | Odpadnięcie z turnieju.   |

Gdy drużyny mają tyle samo punktów, o kolejności w tabeli decyduje:
1. różnica bramek;
2. gole zdobyte;
3. punkty zdobyte w meczach pomiędzy danymi drużynami;
4. różnica bramek w meczach pomiędzy danymi drużynami;
5. zdobyte bramki w meczach pomiędzy danymi drużynami;
6. punkty fair play;
7. losowanie miejsc przez komitet organizacyjny.

Grubą czcionką są zaznaczone drużyny, które wywalczyły awans do 1/8 finału.

### Grupa A
| Zespół                       | Pkt | M | W | W+ | Wk | P | Br+ | Br− | +/− |
| ---------------------------- | --- | - | - | -- | -- | - | --- | --- | --- |
| Włochy                       | 6   | 3 | 2 | 0  | 0  | 1 | 9   | 3   | +6  |
| Zjednoczone Emiraty Arabskie | 6   | 3 | 1 | 1  | 1  | 0 | 5   | 3   | +2  |
| Egipt                        | 2   | 3 | 0 | 1  | 0  | 2 | 8   | 12  | -4  |
| Stany Zjednoczone            | 0   | 3 | 0 | 0  | 0  | 3 | 7   | 11  | -4  |

| 15 lutego 2024 12:30 CET | Stany Zjednoczone · Rezende 11' | 1:3(1:2, 1:3)Raport | Włochy · 2' Gentilin · 12' Zurlo · 20' Giordani | Dubai Design District Stadium, Dubaj Widzów: 711 Sędzia: Mariano Romo |
|                          |                                 |                     |                                                 |                                                                       |

| 15 lutego 2024 16:30 CET | Zjednoczone Emiraty Arabskie · Beshr 8' · Mohammad 15' | 2:1(1:0, 2:0)Raport | Egipt · 32' Paulo | Dubai Design District Stadium, Dubaj Widzów: 2 253 Sędzia: Jorge Iván Gómez Camacho |
|                          |                                                        |                     |                   |                                                                                     |

| 17 lutego 2024 12:30 CET | Włochy · Sciacca 8' · Bertacca 11' · Miceli 15' · Gentilin 21' · Fazzini 25' · Giordani 35' | 6:2(2:1, 4:2)Raport | Egipt · 11', 17' Sasa | Dubai Design District Stadium, Dubaj Widzów: 2 465 Sędzia: Aecio Fernandez |
|                          |                                                                                             |                     |                       |                                                                            |

| 17 lutego 2024 16:30 CET | Zjednoczone Emiraty Arabskie · Eid 16' · Abbas 24' · Mohammad 39' | 3:2 dogr.(0:0, 2:0, 2:2)Raport | Stany Zjednoczone · 27' Toth · 36' Canale | Dubai Design District Stadium, Dubaj Widzów: 3 127 Sędzia: Vladimir Tashkov |
|                          |                                                                   |                                |                                           |                                                                             |

| 19 lutego 2024 12:30 CET | Egipt · Paulo 10', 11', 30' · Elshahat 33' (k) · Taha 38' | 5:4 dogr.(2:1, 2:4, 4:4)Raport | Stany Zjednoczone · 10', 16' Canale · 16' Collier · 24' Navas | Dubai Design District Stadium, Dubaj Widzów: 749 Sędzia: Eduards Borisēvičs |
|                          |                                                           |                                |                                                               |                                                                             |

| 19 lutego 2024 16:30 CET                 | Włochy | 0:0 dogr. k. 1:3(0:0, 0:0, 0:0)Raport | Zjednoczone Emiraty Arabskie | Dubai Design District Stadium, Dubaj Widzów: 3 305 Sędzia: Said Hachim |
|                                          |        |                                       |                              |                                                                        |
|                                          |        | Rzuty karne                           |                              |                                                                        |
| Bertacca · Giordani · Fazzini · Gentilin |        | Mohamed · Ali · Beshr                 |                              |                                                                        |

### Grupa B
| Zespół    | Pkt | M | W | W+ | Wk | P | Br+ | Br− | +/− |
| --------- | --- | - | - | -- | -- | - | --- | --- | --- |
| Iran      | 7   | 3 | 2 | 0  | 1  | 0 | 17  | 12  | +5  |
| Tahiti    | 6   | 3 | 2 | 0  | 0  | 1 | 12  | 11  | +1  |
| Argentyna | 3   | 3 | 1 | 0  | 0  | 2 | 11  | 14  | -3  |
| Hiszpania | 0   | 3 | 0 | 0  | 0  | 3 | 13  | 16  | -3  |

| 15 lutego 2024 14:00 CET | Tahiti · Salem 13', 31' · Li Fung Kuee 21' · Tinirauarii 30' | 4:3(0:1, 2:1)Raport | Argentyna · 2', 32' Ponzetti · 34' Pomar | Dubai Design District Stadium, Dubaj Widzów: 813 Sędzia: Vitalij Gomolko |
|                          |                                                              |                     |                                          |                                                                          |

| 15 lutego 2024 18:00 CET             | Hiszpania · D. Ardil 1', 10' · C. Ardil 7', 39' · Kuman 18' · J. Arias 21' | 6:6 dogr. k. 1:3(3:1, 5:3, 5:5)Raport         | Iran · 12' Mesigar · 15', 22', 31', 35' Mokhtari · 37' Amiri | Dubai Design District Stadium, Dubaj Widzów: 3 006 Sędzia: Jelili Ogunmuyiwa |
|                                      |                                                                            |                                               |                                                              |                                                                              |
|                                      |                                                                            | Rzuty karne                                   |                                                              |                                                                              |
| Mayor · C. Ardil · J. Arias · Garcia |                                                                            | Mokhtari · Mirshekari · Mohammadpour · Akbari |                                                              |                                                                              |

| 17 lutego 2024 14:00 CET | Hiszpania · J. Arias 3' · Batis 10' · Dona 15' | 3:5(2:0, 3:4)Raport | Tahiti · 17' Taiarui · 23' Tepa · 23' Labaste · 24', 36' Tinirauarii | Dubai Design District Stadium, Dubaj Widzów: 2 622 Sędzia: Micke Palomino |
|                          |                                                |                     |                                                                      |                                                                           |

| 17 lutego 2024 18:00 CET | Argentyna · Medero 11', 34' · Holmedilla 18' (k) | 3:6(1:3, 2:3)Raport | Iran · 4' Mokhtari · 7' Behzadpour · 11' Amiri · 34' Moradi · 35' Mohammadpour · 35' Mirshekari | Dubai Design District Stadium, Dubaj Widzów: 3 458 Sędzia: Louis Siave |
|                          |                                                  |                     |                                                                                                 |                                                                        |

| 19 lutego 2024 14:00 CET | Argentyna · Holmedilla 18' · Rutterschmidt 18' · Ponzeti 29' · Pomar 32' · Medero 35' | 5:4(0:0, 2:2)Raport | Hiszpania · 19' Arias · 23', 29' C. Ardil · 36' Kuman | Dubai Design District Stadium, Dubaj Widzów: 1 066 Sędzia: Yuichi Hatano |
|                          |                                                                                       |                     |                                                       |                                                                          |

| 19 lutego 2024 18:00 CET | Iran · Behzadpour 24', 31' · Mirjalili 28' · Tehau 32' (sam.) · Mokhtari 35' | 5:3(0:0, 1:2)Raport | Tahiti · 14' Labaste · 22' Tinirauarii · 32' Tepa | Dubai Design District Stadium, Dubaj Widzów: 3 458 Sędzia: Sergio Gomes Soares |
|                          |                                                                              |                     |                                                   |                                                                                |

### Grupa C
| Zespół   | Pkt | M | W | W+ | Wk | P | Br+ | Br− | +/− |
| -------- | --- | - | - | -- | -- | - | --- | --- | --- |
| Białoruś | 9   | 3 | 3 | 0  | 0  | 0 | 13  | 6   | +7  |
| Japonia  | 6   | 3 | 2 | 0  | 0  | 1 | 10  | 9   | +1  |
| Senegal  | 3   | 3 | 1 | 0  | 0  | 2 | 13  | 15  | -2  |
| Kolumbia | 0   | 3 | 0 | 0  | 0  | 3 | 6   | 12  | -6  |

| 16 lutego 2024 12:30 CET | Kolumbia · De Avila 22' (k) · Pantoja 35' | 2:3(0:1, 1:2)Raport | Japonia · 2' Akaguma · 19' Moreira · 26' Oba | Dubai Design District Stadium, Dubaj Widzów: 868 Sędzia: Gonzalo Carballo |
|                          |                                           |                     |                                              |                                                                           |

| 16 lutego 2024 16:30 CET | Senegal · Samb 13' · Man. Diagne 20', 35' · Mendy 33' (k) | 4:6(0:1, 2:4)Raport | Białoruś · 11' (k), 16', 31' Hapon · 13', 21' Bryshtsel · 27' Piatrouski | Dubai Design District Stadium, Dubaj Widzów: 1 004 Sędzia: Turki Al Salehi |
|                          |                                                           |                     |                                                                          |                                                                            |

| 18 lutego 2024 12:30 CET | Japonia · Kanstantsinau 3' (sam.) | 1:3(1:1, 1:3)Raport | Białoruś · 5' Bryshtsel · 20' Avgustov · 23' Drozd | Dubai Design District Stadium, Dubaj Widzów: 1 411 Sędzia: Lucas Estevão |
|                          |                                   |                     |                                                    |                                                                          |

| 18 lutego 2024 16:30 CET | Senegal · Mam. Diagne 14' · Faye 19' · Mendy 29' · Ndoye 31' · Man. Diagne 36' | 5:3(0:2, 2:2)Raport | Kolumbia · 2' Lopez · 8' Ossa · 33' De Avila | Dubai Design District Stadium, Dubaj Widzów: 2 248 Sędzia: Abdulaziz Abdullah |
|                          |                                                                                |                     |                                              |                                                                               |

| 20 lutego 2024 12:30 CET | Białoruś · Ryabko 5' · Bryshtsel 9', 18', 32' | 4:1(2:0, 3:0)Raport | Kolumbia · 36' De Avila | Dubai Design District Stadium, Dubaj Widzów: 720 Sędzia: Ibrahim Al Raeesi |
|                          |                                               |                     |                         |                                                                            |

| 20 lutego 2024 16:30 CET | Japonia · Matsuo 16' · Matsuda 26', 31' · Oba 31', 36' (k) · Moreira 36' | 6:4(0:1, 1:2)Raport | Senegal · 6' Diatta · 14', 28' Samb · 28' Diagne | Dubai Design District Stadium, Dubaj Widzów: 2 511 Sędzia: Saverio Bottalico |
|                          |                                                                          |                     |                                                  |                                                                              |

### Grupa D
| Zespół     | Pkt | M | W | W+ | Wk | P | Br+ | Br− | +/− |
| ---------- | --- | - | - | -- | -- | - | --- | --- | --- |
| Brazylia   | 7   | 3 | 1 | 2  | 0  | 0 | 12  | 8   | +4  |
| Portugalia | 6   | 3 | 2 | 0  | 0  | 1 | 13  | 7   | +6  |
| Oman       | 3   | 3 | 1 | 0  | 0  | 2 | 10  | 10  | 0   |
| Meksyk     | 0   | 3 | 0 | 0  | 0  | 3 | 7   | 17  | -10 |

| 16 lutego 2024 14:00 CET | Portugalia · Martins 1', 9', 14', 32', 32' · Martins 4' · Lourenço 11' · Santos 12' | 8:2(5:0, 6:0)Raport | Meksyk · 26' Acevedo · 33' Maldonado | Dubai Design District Stadium, Dubaj Widzów: 1 172 Sędzia: Aurelien Planchais-Godefroy |
|                          |                                                                                     |                     |                                      |                                                                                        |

| 16 lutego 2024 18:00 CET | Brazylia · Hulk 3' (k), 29' · Mauricinho 6' · Catarino 11' · Rodrigo 12' | 5:3(4:2, 4:3)Raport | Oman · 2' Al Sauti · 11' Al Fazari · 15' Al Oraimi | Dubai Design District Stadium, Dubaj Widzów: 2 752 Sędzia: Ingilab Mammadov |
|                          |                                                                          |                     |                                                    |                                                                             |

| 18 lutego 2024 14:00 CET | Meksyk · Castillo 12' · Martinez 13' | 2:5(1:1, 2:3)Raport | Oman · 1', 27' Al Muraiki · 17' Al Hindasi · 24' Al Araimi · 29' Al Oraimi | Dubai Design District Stadium, Dubaj Widzów: 1 416 Sędzia: Łukasz Ostrowski |
|                          |                                      |                     |                                                                            |                                                                             |

| 18 lutego 2024 18:00 CET | Brazylia · Rodrigo 6' · Catarino 18' · Mauricinho 38' | 3:2 dogr.(1:0, 2:0, 2:2)Raport | Portugalia · 27' Martins · 27' Santos | Dubai Design District Stadium, Dubaj Widzów: 3 458 Sędzia: Juan Angeles |
|                          |                                                       |                                |                                       |                                                                         |

| 20 lutego 2024 14:00 CET | Oman · Al Sauti 14' · Al Oraimi 36' | 2:3(0:0, 0:2)Raport | Portugalia · 16', 36' Martins · 20' Santos | Dubai Design District Stadium, Dubaj Widzów: 978 Sędzia: Mariano Romo |
|                          |                                     |                     |                                            |                                                                       |

| 20 lutego 2024 18:00 CET | Meksyk · Castillo 1' · Wbias 18' · Maldonado 35' | 3:4 dogr.(1:2, 2:2)Raport | Brazylia · 8', 39' Hulk · 9' Mauricinho · 30' Alisson | Dubai Design District Stadium, Dubaj Widzów: 3 458 Sędzia: Francisco De Oses Bumedien |
|                          |                                                  |                           |                                                       |                                                                                       |

## Faza pucharowa
|  |                  |              |                  |                  |      |           |                  |                  |                   |                   |                   |       |       |
|  | Ćwierćfinały     | Ćwierćfinały | Ćwierćfinały     |                  |      | Półfinały | Półfinały        | Półfinały        |                   |                   | Finał             | Finał | Finał |
|  | Ćwierćfinały     | Ćwierćfinały | Ćwierćfinały     |                  |      | Półfinały | Półfinały        | Półfinały        |                   |                   | Finał             | Finał | Finał |
|  | 22 lutego, Dubaj |              |                  |                  |      |           |                  |                  |                   |                   |                   |       |       |
|  |                  |              |                  |                  |      |           |                  |                  |                   |                   |                   |       |       |
|  | Iran             | Iran         | 2                |                  |      |           |                  |                  |                   |                   |                   |       |       |
|  | Iran             | Iran         | 2                | 24 lutego, Dubaj |      |           |                  |                  |                   |                   |                   |       |       |
|  | ZEA              | ZEA          | 1                |                  |      |           |                  |                  |                   |                   |                   |       |       |
|  | ZEA              | ZEA          | 1                |                  |      | Iran      | Iran             | 2                |                   |                   |                   |       |       |
|  | 22 lutego, Dubaj |              |                  |                  |      | Iran      | Iran             | 2                |                   |                   |                   |       |       |
|  |                  |              | Brazylia         | Brazylia         | 3    |           |                  |                  |                   |                   |                   |       |       |
|  | Brazylia         | Brazylia     | Brazylia         | Brazylia         | 3    | 8         |                  |                  |                   |                   |                   |       |       |
|  | Brazylia         | Brazylia     |                  |                  |      | 8         | 25 lutego, Dubaj |                  |                   |                   |                   |       |       |
|  | Japonia          | Japonia      | 4                |                  |      |           |                  |                  |                   |                   |                   |       |       |
|  | Japonia          | Japonia      | 4                |                  |      | Brazylia  | Brazylia         | 6                |                   |                   |                   |       |       |
|  | 22 lutego, Dubaj |              |                  |                  |      | Brazylia  | Brazylia         | 6                |                   |                   |                   |       |       |
|  |                  |              | Włochy           | Włochy           | 4    |           |                  |                  |                   |                   |                   |       |       |
|  | Włochy           | Włochy       | Włochy           | Włochy           | 4    | 5         |                  |                  |                   |                   |                   |       |       |
|  | Włochy           | Włochy       | 24 lutego, Dubaj |                  |      | 5         |                  |                  |                   |                   |                   |       |       |
|  | Tahiti           | Tahiti       | 2                |                  |      |           |                  |                  |                   |                   |                   |       |       |
|  | Tahiti           | Tahiti       | 2                |                  |      | Włochy    | Włochy           | 3(5)             | Mecz o 3. miejsce | Mecz o 3. miejsce | Mecz o 3. miejsce |       |       |
|  | 22 lutego, Dubaj |              |                  |                  |      | Włochy    | Włochy           | 3(5)             | Mecz o 3. miejsce | Mecz o 3. miejsce | Mecz o 3. miejsce |       |       |
|  |                  |              | Białoruś         | Białoruś         | 3(4) |           |                  | 25 lutego, Dubaj | 25 lutego, Dubaj  | 25 lutego, Dubaj  |                   |       |       |
|  | Białoruś         | Białoruś     | Białoruś         | Białoruś         | 3(4) | 4         |                  | 25 lutego, Dubaj | 25 lutego, Dubaj  | 25 lutego, Dubaj  |                   |       |       |
|  | Białoruś         | Białoruś     |                  |                  |      |           |                  | Iran             | Iran              | 6                 |                   |       |       |
|  | Portugalia       | Portugalia   | 3                |                  |      |           |                  |                  | Iran              | 6                 |                   |       |       |
|  | Portugalia       | Portugalia   | 3                |                  |      |           |                  | Białoruś         | Białoruś          | 1                 |                   |       |       |
|  |                  |              |                  |                  |      |           |                  |                  | Białoruś          | 1                 |                   |       |       |

### Ćwierćfinały
| 22 lutego 2024 12:30 CET | Brazylia · Alisson 2', 25' · Xavier 7' · Rodrigo 10' · Silva 20' · Brendo 20' · Hulk 23' · Catarino 34' | 8:4(3:0, 6:0)Raport | Japonia · 27' Yamada · 28', 33' Oba · 29' Kawai | Dubai Design District Stadium, Dubaj Widzów: 2 505 Sędzia: Juan Angeles |
|                          | |                     |                                                 |                                                                         |

| 22 lutego 2024 14:00 CET | Białoruś · Bryshtsel 13', 14', 18' (k), 39' | 4:3 dogr.(0:1, 3:2, 3:3)Raport | Portugalia · 9' Algarvio · 23' Santos · 29' Lopes | Dubai Design District Stadium, Dubaj Widzów: 2 293 Sędzia: Turki Al Salehi |
|                          |                                             |                                |                                                   |                                                                            |

| 22 lutego 2024 16:30 CET | Iran · Masoumizadeh 17' · Mirjalili 23' | 2:1(0:0, 2:1)Raport | Zjednoczone Emiraty Arabskie · 14' Abbas | Dubai Design District Stadium, Dubaj Widzów: 3 458 Sędzia: Sergio Soares |
|                          |                                         |                     |                                          |                                                                          |

| 22 lutego 2024 18:00 CET | Włochy · Giordani 12', 17' · Bertacca 30' · Gentilin 34' · Remedi 35' | 5:2(1:2, 2:2)Raport | Tahiti · 3' Taiarui · 3' Tetauira | Dubai Design District Stadium, Dubaj Widzów: 1 901 Sędzia: Mariano Romo |
|                          |                                                                       |                     |                                   |                                                                         |

### Półfinały
| 24 lutego 2024 15:00 CET | Iran · Mirshekari 1' · Masoumizadeh 13' | 2:3(1:0, 2:1)Raport | Brazylia · 15' (k), 27' Alisson · 36' Brendo | Dubai Design District Stadium, Dubaj Widzów: 3 458 Sędzia: Łukasz Ostrowski |
|                          |                                         |                     |                                              |                                                                             |

| 24 lutego 2024 16:30 CET                     | Włochy · Gentilin 20' · Giordani 24' · Zurlo 31' | 3:3 dogr. k. 5:4(0:2, 2:3)Raport                  | Białoruś · 5', 30' Bryshtsel · 9' Novikau | Dubai Design District Stadium, Dubaj Widzów: 3 458 Sędzia: Micke Palomino |
|                                              |                                                  |                                                   |                                           |                                                                           |
|                                              |                                                  | Rzuty karne                                       |                                           |                                                                           |
| Bertacca · Fazzini · Gentilin · Alla · Zurlo |                                                  | Bryshtsel · Hardzetski · Bokach · Drozd · Novikau |                                           |                                                                           |

### Mecz o 3. miejsce
| 25 lutego 2024 15:00 CET | Iran · Mirshekari 2' · Mohammadpour 3' · Moradi 14' · Amiri 14' · Masoumi 20' · Mokhtari 33' | 6:1(2:0, 5:0)Raport | Białoruś · 33' Chaikouski | Dubai Design District Stadium, Dubaj Widzów: 3 333 Sędzia: Aecio Fernandez |
|                          |                                                                                              |                     |                           |                                                                            |

### Finał
| 25 lutego 2024 16:30 CET | Brazylia · Rodrigo 12', 19', 29' · Xavier 21' · Genovali 23' (sam.) · Brendo 27' | 6:4(1:1, 4:3)Raport | Włochy · 4', 33' Genovali · 19', 27' Fazzini | Dubai Design District Stadium, Dubaj Widzów: 3 458 Sędzia: Angeles |
|                          |                                                                                  |                     |                                              |                                                                    |

BRAZYLIA

 SZÓSTY TYTUŁ

## Strzelcy

### 12 goli
- Ihar Bryshtsel

### 7 goli
- Mohammadali Mokhtari
- Léo Martins

### 6 goli
- Rodrigo

### 5 goli
- Alisson
- Edson Hulk
- Takaaki Oba
- Marco Giordani

### 4 gole
- Hossam Paulo
- Chiky Ardil
- Jordan Santos
- Mandione Diagne
- Roonui Tinirauarii
- Josep Junior Gentilin

### 3 gole
- Lucas Ponzeti
- Aleh Hapon
- Brendo
- Diogo Catarino
- Mauricinho
- Jose Arias
- Reza Amiri
- Hamid Behzadpour
- Ali Mirshekari
- Esleider De Avila
- Khalid Al Oraimi
- Mandione Diagne
- Amar Samb
- Alessandro Canale
- Tommaso Fazzini

### 2 gole
- Emiliano Holmedilla
- Lucas Medero
- Manuel Pomar
- Bruno Xavier
- Moustafa Sasa
- David Ardil
- Kuman
- Mohammad Masoumizadeh
- Seyedmahdi Mirjalili
- Movahed Mohammadpour
- Mohammad Moradi
- Kosuke Matsuda
- Ozu Moreira
- Christopher Castillo
- Ramon Maldonado
- Salomón Wbias
- Yahya Al Muraiki
- Abdullah Al Sauti
- Bê Martins
- Raoul Mendy
- Tearii Labaste
- Heirauarii Salem
- Heimanu Taiarui
- Patrick Tepa
- Luca Bertacca
- Gianmarco Genovali
- Emmanuele Zurlo
- Abdulla Abbas
- Ali Mohammad

### 1 gol
- Axel Rutterschmidt
- Mikhail Avgustov
- Artsemi Drozd
- Yauheni Novikau
- Yuri Piatrouski
- Anatoliy Ryabko
- Filipe Silva
- Ahmed Elshahat
- Elhusseini Taha
- Soleiman Batis
- Dona
- Mohammad Masoumi
- Moslem Mesigar
- Takuya Akaguma
- Yusuke Kawai
- Naoya Matsuo
- Takahito Yamada
- Eduardo Lopez
- Juan Ossa
- Julio Pantoja
- Héctor Acevedo
- Diego Martinez
- Mandhar Al Araimi
- Abdulrahman Al Fazari
- Yaqdhan Al Hindasi
- Duarte Algarvio
- André Lourenço
- Bernardo Lopes
- Mamour Diagne
- Ninou Diatta
- Ousseynou Faye
- Papa Ndoye
- Austin Collier
- Andres Navas
- Conner Rezende
- Christopher Toth
- Raimana Li Fung Kuee
- Tamatoa Tetauira
- Alessandro Miceli
- Alessandro Remedi
- Fabio Sciacca
- Waleed Beshr
- Rashed Eid

### Gole samobójcze
- Ivan Kanstantsinau (dla  Japonii)
- Teaonui Tehau (dla  Iranu)
- Gianmarco Genovali (dla  Brazylii)

## Nagrody
Na podstawie:
| Złota Piłka           | Złoty But      | Złota Rękawica |
| --------------------- | -------------- | -------------- |
| Josep Junior Gentilin | Ihar Bryshtsel | Tiago Bobo     |

## Klasyfikacja końcowa
| Miejsce                        | Reprezentacja                | Punkty | Bramki +/− | Bramki zdobyte |
| ------------------------------ | ---------------------------- | ------ | ---------- | -------------- |
| Strefa medalowa                |                              |        |            |                |
| złoto                          | Brazylia                     | 16     | +11        | 29             |
| srebro                         | Włochy                       | 12     | +7         | 21             |
| brąz                           | Iran                         | 13     | +10        | 27             |
| 4.                             | Białoruś                     | 12     | +3         | 21             |
| Wyeliminowane w ćwierćfinałach |                              |        |            |                |
| 5.                             | Portugalia                   | 6      | +5         | 16             |
| 6.                             | Zjednoczone Emiraty Arabskie | 6      | +1         | 6              |
| 7.                             | Tahiti                       | 6      | -2         | 14             |
| 8.                             | Japonia                      | 6      | -3         | 14             |
| Wyeliminowane w fazie grupowej |                              |        |            |                |
| 9.                             | Oman                         | 3      | 0          | 10             |
| 10.                            | Senegal                      | 3      | -2         | 13             |
| 11.                            | Argentyna                    | 3      | -3         | 11             |
| 12.                            | Egipt                        | 2      | -4         | 8              |
| 13.                            | Hiszpania                    | 0      | -3         | 13             |
| 14.                            | Stany Zjednoczone            | 0      | -4         | 7              |
| 15.                            | Kolumbia                     | 0      | -6         | 6              |
| 16.                            | Meksyk                       | 0      | -10        | 7              |